# L'Aviation Militaire (livro)
L'Aviation Militaire (lit. "Aviação Militar") foi um livro escrito pelo inventor francês Clément Ader e publicado em 1909 pela editora de Paris Berger-Levrault. O livro baseava-se essencialmente nas ideias desenvolvidas por Ader no final do século XIX, que foram arranjadas em sua forma final em 1907. Foi imensamente popular, tendo passado por 10 edições nos cinco anos entre sua publicação e a Primeira Guerra Mundial.
L'Aviation Militaire é especialmente famoso por sua descrição precisa do conceito do porta-aviões moderno com um convés de vôo plano, uma superestrutura de ilha, elevadores de convés e um hangar.
Sobre a estrutura do porta-aviões:

"É indispensável uma embarcação aeroportuária. Essas embarcações serão construídas em um plano muito diferente do que é usado atualmente. Em primeiro lugar, o convés será desobstruído de todos os obstáculos. Será plano, o mais largo possível, sem comprometer a navegação linhas do casco, e parecerá um campo de pouso."— L'Aviation Militaire, p35
Na estiva:
"Obrigatoriamente, os aviões serão estivados abaixo dos conveses; seriam solidamente fixados em suas bases, cada um em seu lugar, para que não fossem afetados com a inclinação e o rolamento. O acesso a esses conveses inferiores seria feito por elevador suficientemente longo e largo para segurar um avião com as asas dobradas. Uma grande armadilha deslizante cobriria o buraco no convés e teria juntas impermeáveis, de modo que nem chuva nem água do mar, de mares revoltos, pudessem penetrar abaixo."— L'Aviation Militaire, p36
Sobre a técnica de pouso:
"O navio estará indo direto contra o vento, a popa livre, mas uma amurada acolchoada montada à frente, caso o avião ultrapasse a linha de parada"— L'Aviation Militaire, p37
O livro recebeu muita atenção, e o adido naval dos EUA em Paris enviou um relatório sobre suas observações, antes que experimentos reais ocorressem nos Estados Unidos um ano depois.
L'Aviation Militaire foi traduzido para o inglês em 2003 por Lee Kennett para a Air University Press, sob o título Military Aviation.